# Cephalodella maior
Cephalodella maior är en hjuldjursart som först beskrevs av Zavadovsky 1926.  Cephalodella maior ingår i släktet Cephalodella och familjen Notommatidae. Inga underarter finns listade i Catalogue of Life.